# Eurytoma atra
Eurytoma atra är en stekelart som först beskrevs av Walker 1832.  I den svenska databasen Dyntaxa används istället namnet Bruchophagus ater. Enligt Catalogue of Life ingår Eurytoma atra i släktet Eurytoma och familjen kragglanssteklar, men enligt Dyntaxa är tillhörigheten istället släktet Bruchophagus och familjen kragglanssteklar. Arten är reproducerande i Sverige. Inga underarter finns listade i Catalogue of Life.